# Стихотворения Стивена Кинга
Американский писатель Стивен Кинг, в основном известный своими романами и рассказами, также является автором стихов.

## Стихотворения

### Хэрристон Стэйт Парк '68
Первая опубликованная работа Стивена Кинга в поэтическом жанре, стихотворение «Хэрристон Стэйт Парк '68» (англ. Harrison State Park '68), было впервые опубликовано в осеннем номере литературного журнала университета штата Мэн Ubris за 1968 год. Стих с тех пор появился лишь в 2004 году в антологии The Devil's Wine («Вино дьявола»), опубликованной ограниченным тиражом издательством Cemetery Dance. В антологию также вошли некоторые другие редкие стихи Стивена Кинга. Стих в авторском сборнике Кинга собран не был.

### Тёмный человек
Стихотворение «Тёмный человек» (англ. The Dark Man) было впервые опубликовано в осеннем номере журнала Ubris за 1969 год, и в 1970 году было повторно опубликовано в журнале Moth. В 2004 году было издано в антологии The Devil's Wine. Кинг сказал, что стих содержит прототип Рэндалла Флэгга, одного из главных антагонистов кинговского цикла о Тёмной Башне (1982—2004), а также главного антагониста романа «Противостояние» (англ. The Stand), впервые опубликованного в 1978 году. В интервью в июле 2003 года Кинг рассказывал: «На самом деле Флэгг явился мне когда я написал стихотворение под названием „Тёмный человек“, будучи студентом на последних курсах в университете. Появился ниоткуда, такой парень в ковбойских сапогах, движущийся по дорогам, в основном автостопом по ночам, всегда одетый в джинсы и джинсовую куртку. Я написал этот стих, и он получился, в принципе, на страницу. Я сидел в университетском ресторане. Стихотворение я написал на обратной стороне подстилки. Оно было опубликовано без особого замысла, но тот парень мои мысли больше никогда не покидал». 

### Мозг Донована
Стихотвориение «Мозг Донована» (англ. Donovan's Brain) было впервые опубликовано в 1970 году в журнале Moth, и в 2004 году вошло в антологию The Devil's Wine. Стих основан на романе Курта Сиодмака Мозг Донована (англ. Donovan's Brain) (1942).

### Тишина
Стихотвориение «Тишина» (англ. Silence) было впервые опубликовано в 1970 году в журнале Moth, и в 2004 году вошло в антологию The Devil's Wine.

### Бруклин в августе
Стихотворение на бейсбольную тему «Бруклин в августе» (англ. Brooklyn August) было впервые опубликовано в 1971 году в журнале Io (№ 10), и в 1993 году вошло в авторский сборник «Ночные кошмары и фантастические видения» (англ. Nightmares & Dreamscapes).

### В ключевых аккордах зари
Стихотвориение «В ключевых аккордах зари» (англ. In the Key Chords of Dawn) было впервые опубликовано в январском номере журнала Onan за 1971 год, и в 2004 году вошло в ангологию The Devil's Wine.

### Она уснула, в то время как...
Стихотворение без названия, известное по своей первой строке «Она уснула, в то время как...» (англ. She Has Gone to Sleep While...) было опубликовано в 1971 году в журнале Contraband (№ 1), и с тех пор переиздано не было. 

### Беременная
Стихотвориение «Беременная» (англ. Woman With Child) было опубликовано в 1971 году в журнале Contraband (№ 1), и с тех пор переиздано не было. 

### Неисправимый говорит
Стихотворение «Неисправимый говорит» (англ. The Hardcase Speaks) было впервые опубликовано в 1971 году в журнале Contraband (№ 2), и в 2004 году вошло в ангологию The Devil's Wine.

### Оуэну
Стихотворение «Оуэну» (англ. For Owen) было впервые опубликовано в 1985 году в авторском сборнике Кинга «Команда скелетов» (англ. Skeleton Crew). В составе этого сборника неоднократно переиздавалось. В стихотворении отец провожает своего сына в школу, а мальчик фантазирует, будто все ученики — те или иные фрукты. Судя по названию стихотворения, отец — сам Стивен Кинг, а мальчик — его сын Оуэн Кинг (англ. Owen King). На русский язык переводилось дважды: О. Н. Рудавиным как «Для Оуэна» (1996), и Наной Эристави (1997) как «Оуэну».

### Заклятие параноика
Стихотворение «Заклятие параноика» (англ. Paradoid: A Chant) было опубликовано в 1985 году в авторском сборнике Кинга «Команда скелетов» (англ. Skeleton Crew). Стих написан от лица человека, страдающего манией преследования.

### Дино
Стихотворение «Дино» (англ. Dino) было впервые опубликовано в 1994 году в журнале Salt Hill Journal, и переиздано в 2006 году в книге Stephen King: Uncollected, Unpublished («Стивен Кинг: Несобранное, неизданное») издательства Cemetery Dance.

### В основном старики
Стихотворение «В основном старики» (англ. Mostly Old Men) было впервые опубликовано в августовском номере литературного журнала Tin House (№ 40) в 2009 году.

### Церковь из костей
Стихотворение «Церковь из костей» (англ. The Bone Church) было впервые опубликовано в ноябрьском номере журнала Playboy за 2009 год.

### Томми
Стихотворение «Томми» (англ. Tommy) было впервые опубликовано в мартовском номере журнала Playboy за 2010 год.

## Экранизации
- «Паранойя» — короткометражный фильм 2000 года, экранизация стихотворения «Заклятие параноика».